# Лесостепь

Восточноевропейская лесостепь (экорегион WWF PA0419)

Лесосте́пь — природная зона Северного полушария, характеризующаяся сочетанием лесных и степных участков.
Отдельные участки лесостепей располагаются в пределах Среднедунайской равнины (венгерская Пуста), ряда межгорных котловин Южной Сибири, Северного Казахстана, в Монголии и на Дальнем Востоке, а также занимают часть равнины Сунляо на северо-востоке Китая.
В Северной Америке лесостепи протягиваются с севера на юг, через Великие равнины, до 38° с. ш.
Климат лесостепи умеренный, обычно с умеренно жарким летом и умеренно прохладной зимой. Испаряемость немного преобладает над осадками.
Лесостепь при движении на юг постепенно содержит всё меньше деревьев и всё больше степных участков, климат становится жарче, осадков — меньше, и лесостепь переходит в степь. При движении на север происходят обратные процессы, осадков становится больше, климат — прохладнее, и лесостепь переходит в лесную зону.

## Термин
Термин «лесостепь» стал широко употребляться в российской научной литературе после работ В. В. Докучаева. Он заимствовал его у П. Н. Крылова.
До этого времени часто использовали термин «предстепье», введённый А. Н. Бекетовым.

## Климат
Лесостепь — одна из природных зон, входящих в состав умеренного климатического пояса. Главная особенность лесостепной зоны — это наличие сочетания луговых ландшафтов с покровом из травянистых растений и участков леса или отдельных групп деревьев.
Климат лесостепи, как правило, умеренно континентальный. Примерное годовое количество осадков — 600 мм. Иногда испаряемость практически равна осадкам. На долготе Москвы зима в лесостепи умеренно мягкая, средняя температура января в городе Харькове (южная граница лесостепи, Украина) составляет −7 градусов, примерно до −10 градусов в городе Орле, где начинается зона смешанных лесов. Иногда же в лесостепи зимой могут свирепствовать и суровые морозы, и мягкие зимы. Абсолютный минимум в зоне лесостепи обычно равен −36… −40 градусов.
Лето в лесостепи часто бывает жаркое и засушливое, особенно на юге лесостепи, однако в среднем оно всё же менее жаркое, чем в степной зоне. Иногда же оно может быть холодным и дождливым, но это бывает редко. Чаще всего лето характерно непостоянной, нестабильной погодой, которая может быть самой разной, в зависимости от активности тех или иных атмосферных процессов. Средняя температура июля в зависимости от места расположения колеблется приблизительно от 18,5 градусов до 23 градусов Цельсия, однако вполне возможны сильные отклонения от этих величин в отдельные годы. Абсолютный максимум в лесостепи в зависимости от широты обычно составляет чуть ниже или около 40 °C в тени. Однако жара в лесостепи случается реже, чем сильные холода, в то время как в степной зоне — наоборот.
Одна из особенностей лесостепи в том, что флора и фауна лесостепи являются средним между флорой и фауной зоны смешанных лесов и степной зоны. В лесостепи растут и засухоустойчивые растения, и растения, характерные для лесной, более северной зоны. Это же касается и животного мира.

## Растительный мир

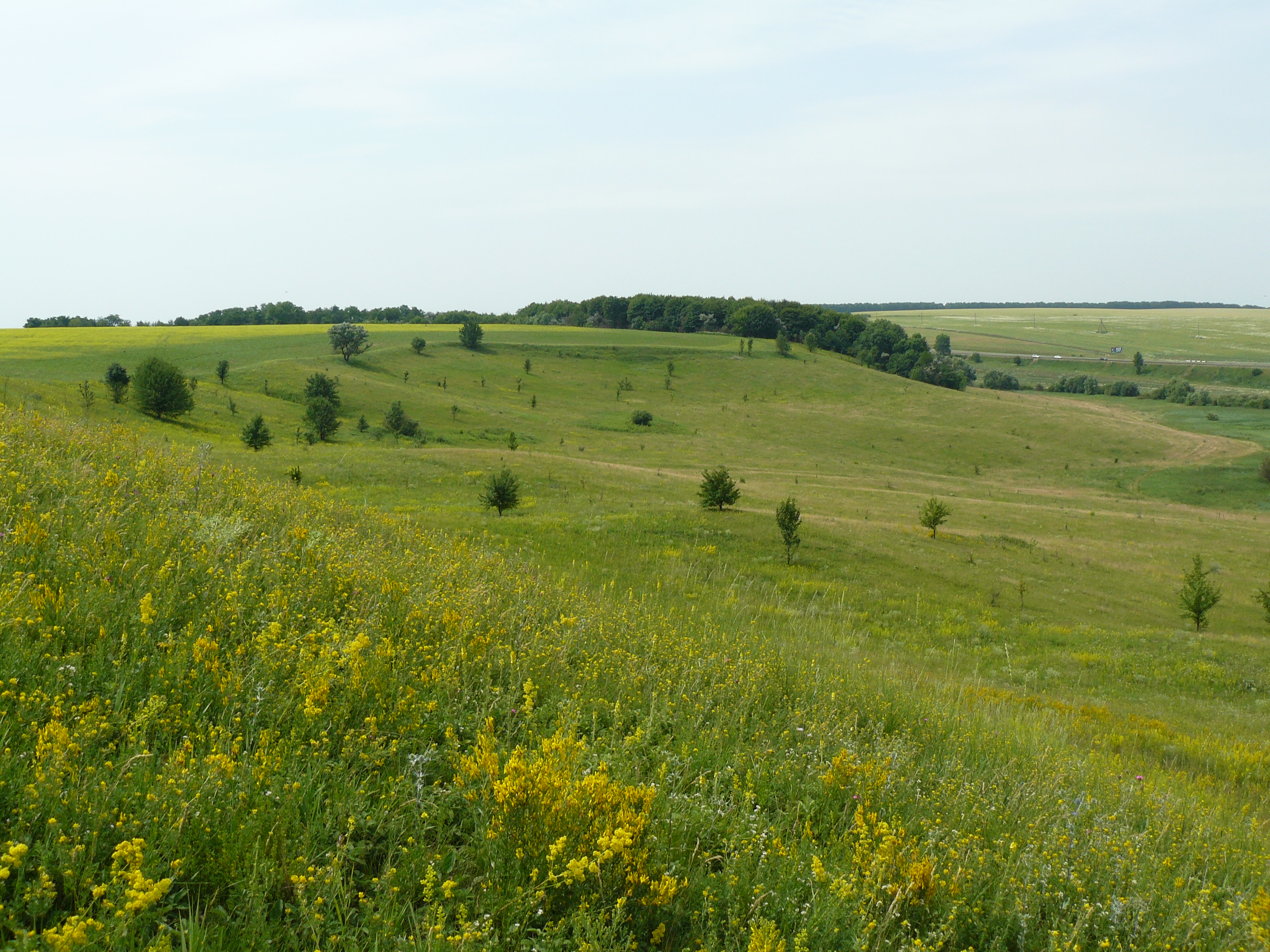
Растительность лесостепи

Характерно сложное чередование на водоразделах живописных массивов лиственных лесов (реже хвойных боров) с участками разнотравных степей.
В Европе и в Европейской части России типичны светлые широколиственные леса из дуба (дубравы), липы (липняки), каштана, ясеня и др. Встречаются также байрачные леса.
В Сибири распространены островные мелколиственные берёзово-осиновые колки.
К лесостепям относятся также в Северной Америке прерии, в Африке и Австралии — саванны.

## Охрана лесостепи
Природные ландшафты лесостепи подвергались очень сильному и длительному антропогенному воздействию, главным образом из-за плодородных почв. Большая часть лесостепи распахана и интенсивно используется под земледелие — традиционное занятие коренного населения. Мегафауна практически уничтожена. Для охраны и изучения лесостепи созданы национальные парки и заповедники, в том числе Приволжская лесостепь, Галичья гора, Воронинский заповедник и др.

## Галерея

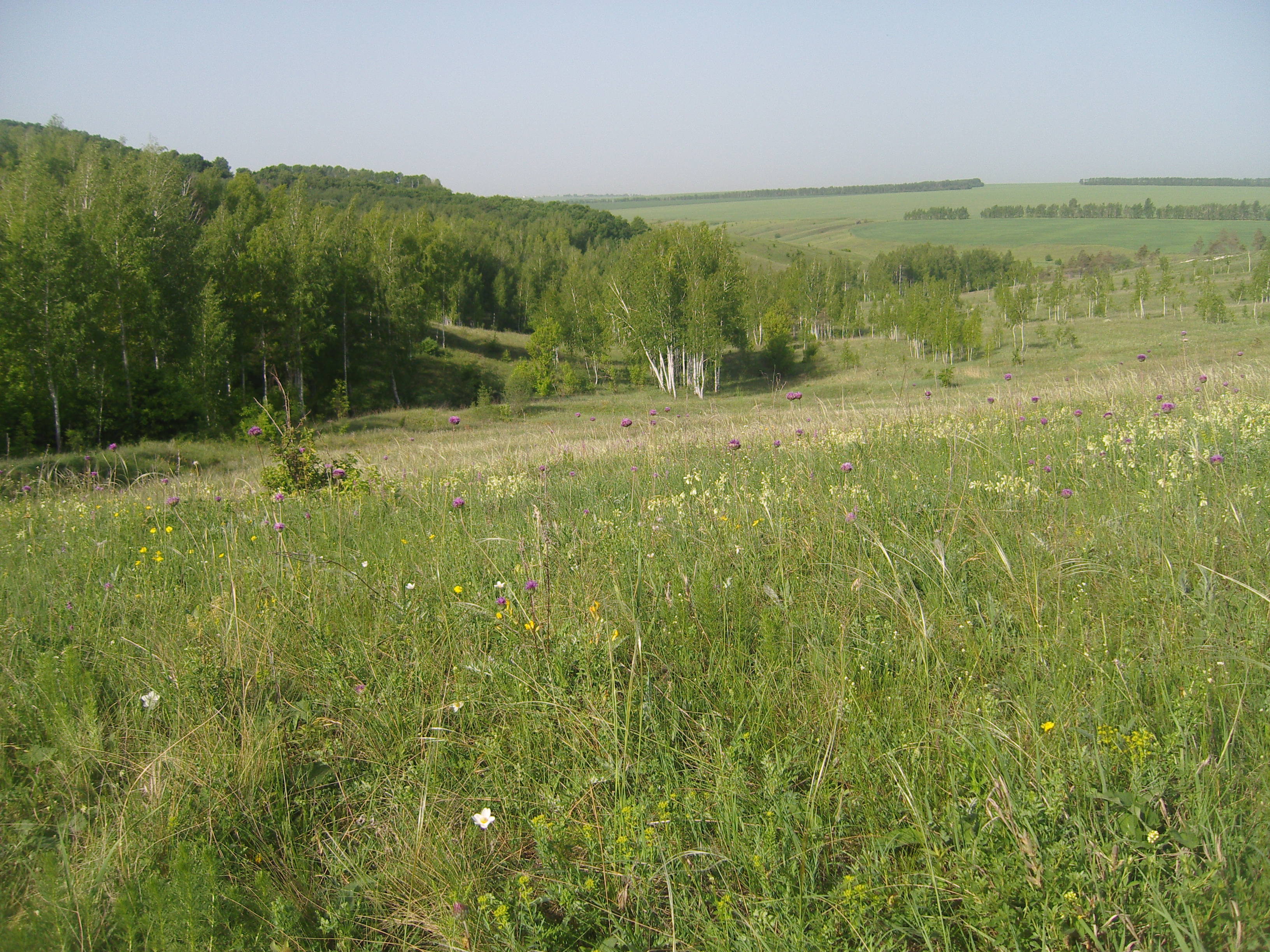
«Лысые горы», заповедник «Белогорье» (Белгородская область)
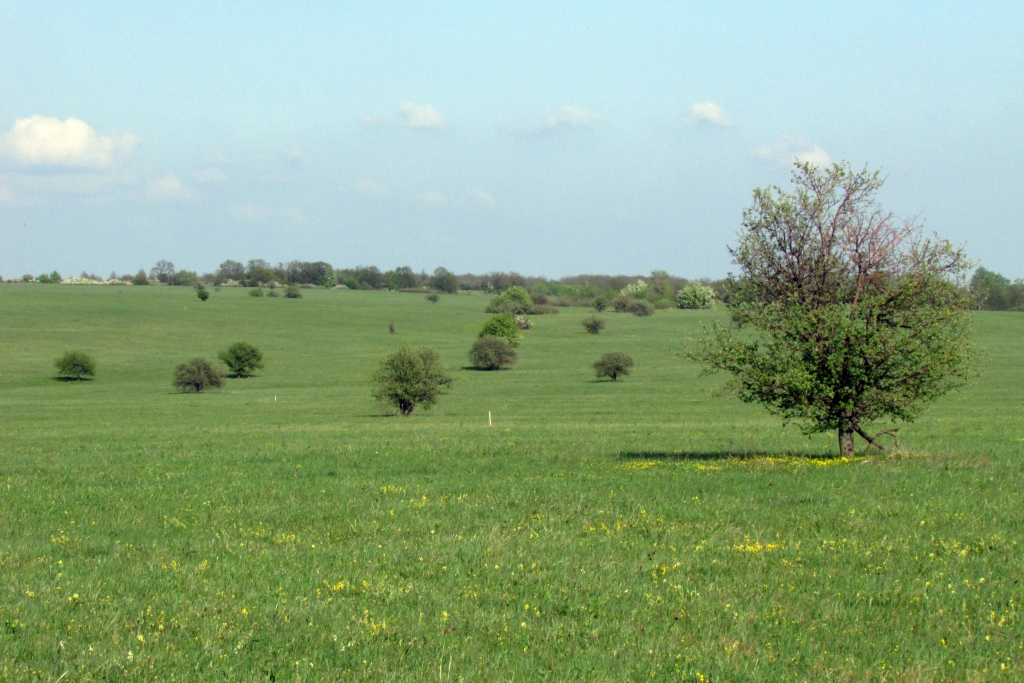
«Ямская степь», заповедник «Белогорье»
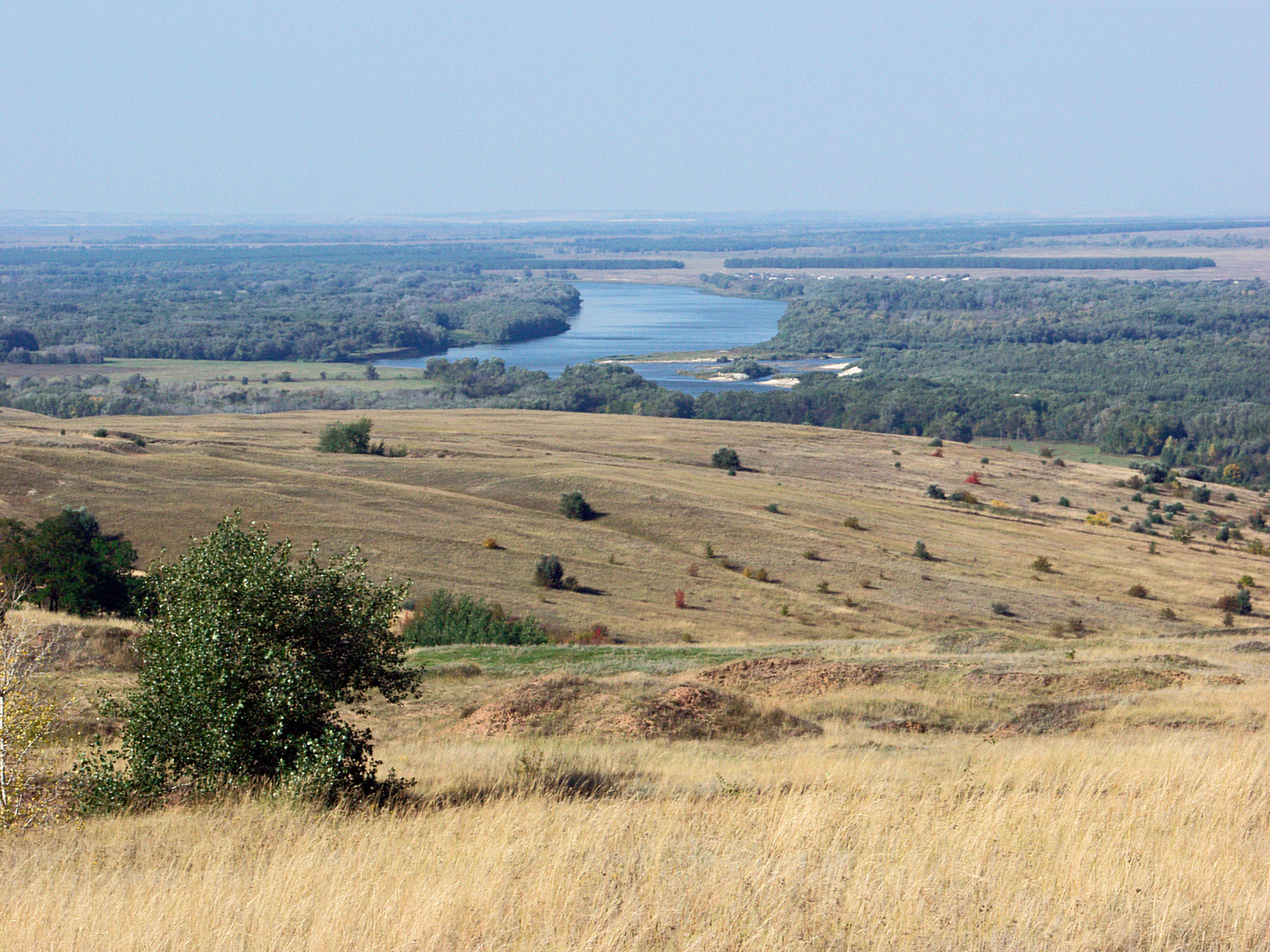
Лесостепь (Волгоградская область)
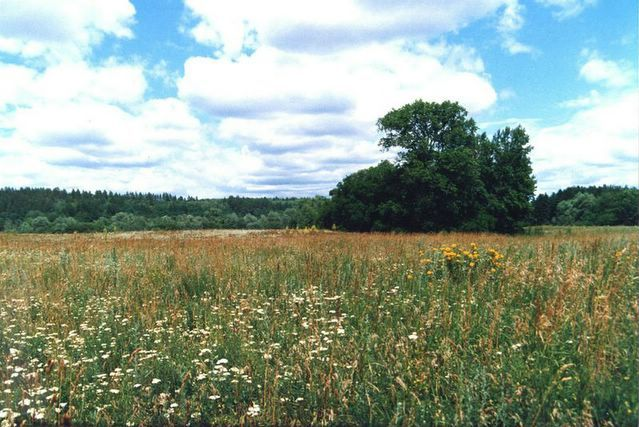
Заповедник «Приволжская лесостепь» (Пензенской области)
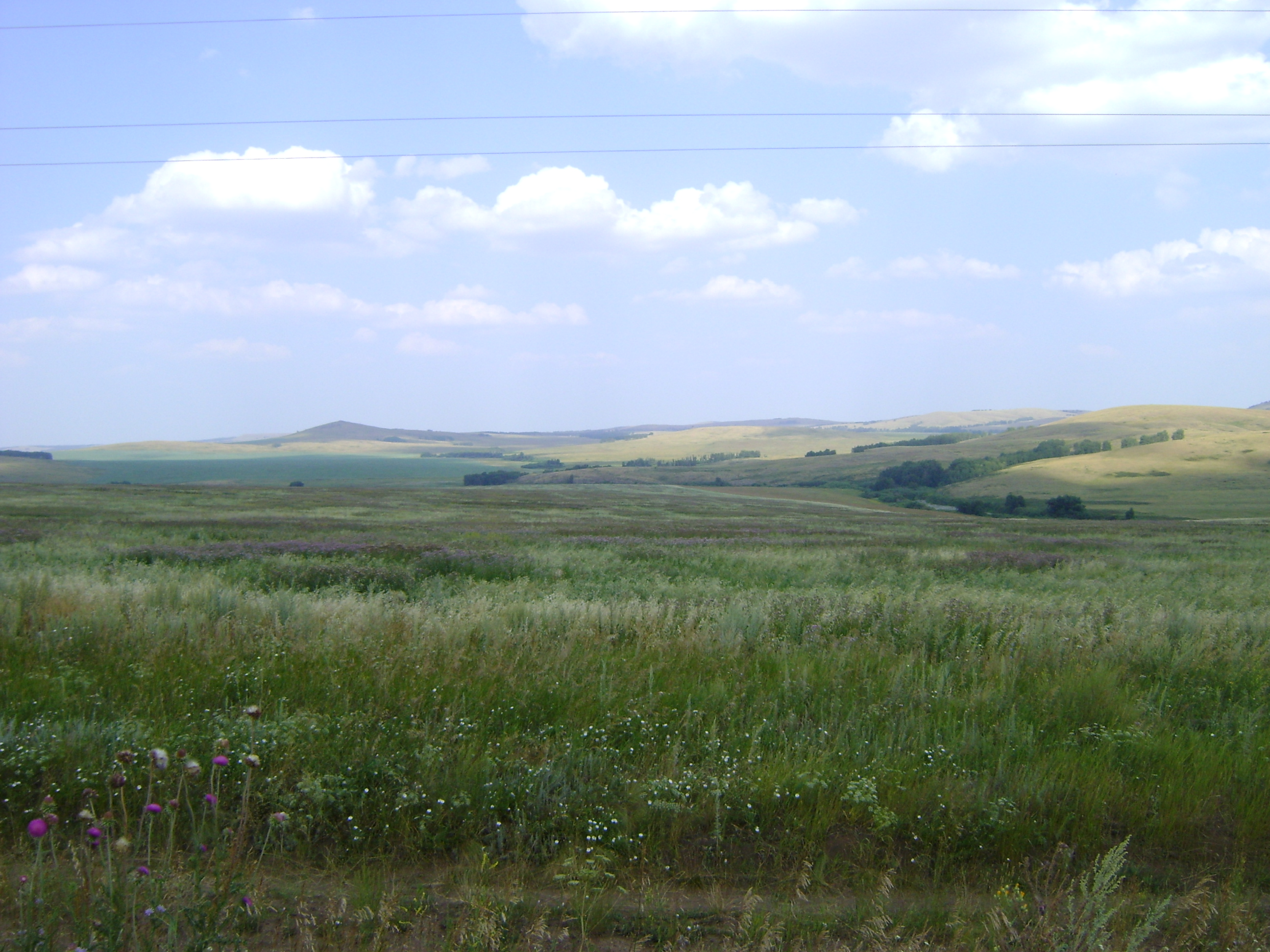
Лесостепь (Башкирия)
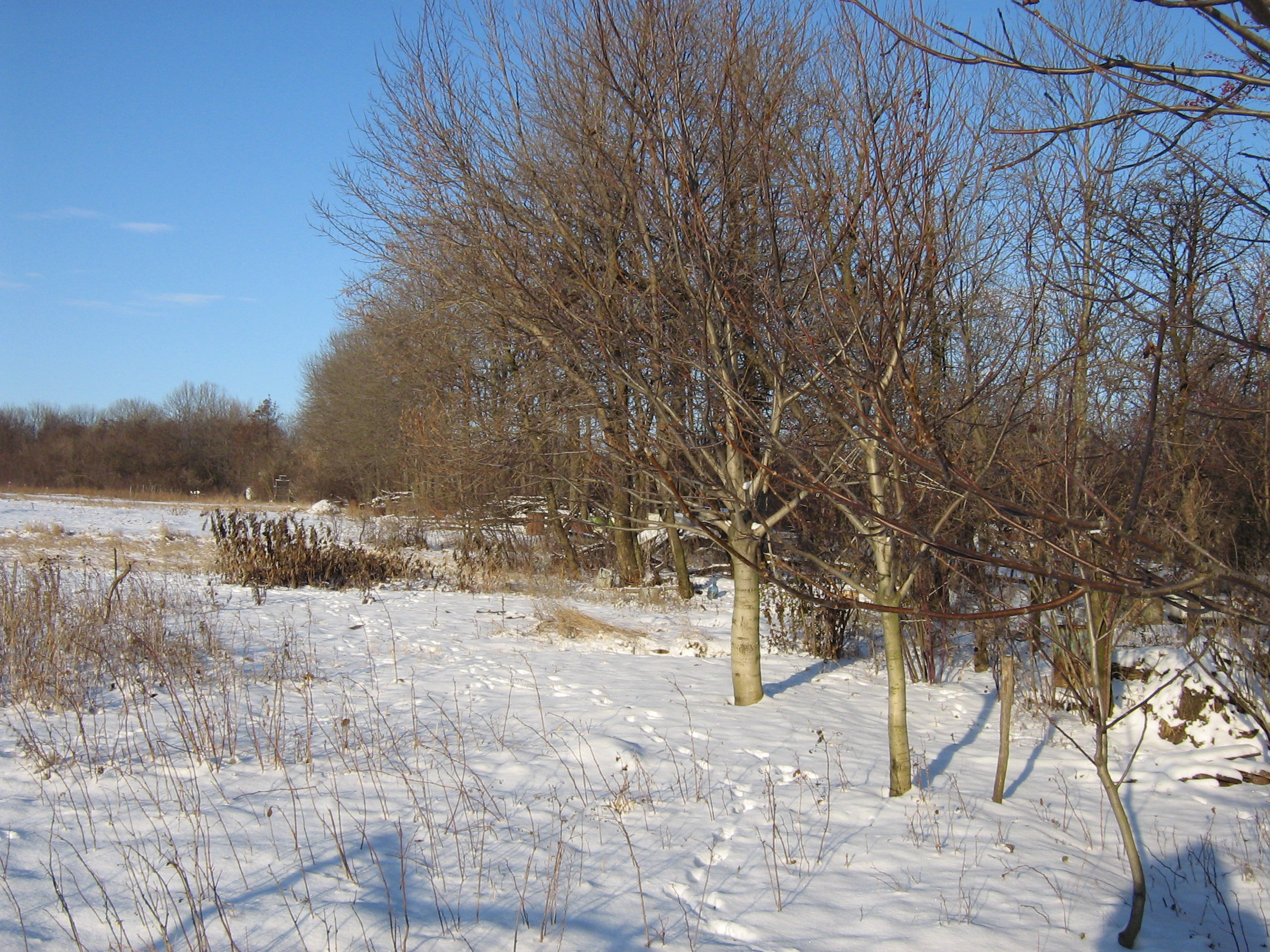
Лесостепь зимой (Харьковская область, Украина)